# Craandijk (geslacht)
Craandijk is de naam van een van oorsprong Duitse, sinds 1664 Nederlandse familie.

## Geschiedenis
Dirck Jansz. Craandijk, geboren in Vreden omstreeks 1634, werd in Amsterdam gedoopt in 1664 nadat hij enkele maanden ervoor daar poorter werd. Hij was linnenwever en overleed voor oktober 1694. Hij is de stamvader van het Nederlandse geslacht Craandijk. De familie was doopsgezind en bracht doopsgezinde predikanten voort, of leden trouwden met hen. Waarschijnlijk de bekendste telg is Jacobus Craandijk (1834-1912) vanwege zijn achtdelig werk Wandelingen door Nederland.
De familie werd in 1950 opgenomen in het Nederland's Patriciaat.

## Enkele telgen
Pieter Craandijk (1766-1845), houtkoper te Amsterdam, eigenaar huis Hofslot te Soest
- Pieter Craandijk (1801-1840), houtkoper en reder te Amsterdam; trouwde in met Maria van Coppenaal (1805-1877). Zij hertrouwde in 1846 Wouter Cool (1802-1879) en werd de moeder van minister Wouter Cool
  - Maria Anna Craandijk (1829-1896); trouwde in 1852 met ds. Gerrit ten Cate (1825-1910), doopsgezind predikant
  - ds. Jacobus Craandijk (1834-1912), doopsgezind predikant en letterkundige
    - Frederik Willem Craandijk (1862-1934), directeur N.V. Drukkerij en Uitgeverij J. H. de Bussy
      - Frederik Willem Craandijk (1895-), ambassadeur
      - Jacobus Craandijk (1896-1989), schrijver over de jacht

  - Susanna Cecilia Craandijk (1837-1912); trouwde in 1865 met Marinus Lodewijk van Deventer (1832-1892), consul-generaal der Nederlanden in Brazilië
- Engelina Maria Craandijk (1802-1881); trouwde in 1833 met Jan Adam Meelboom (1794-1878), heer van Kockengen
- Coenraad Craandijk (1807-1846)
  - Anna Pieternella Craandijk (1835-1886); trouwde in 1857 met Jan Willem Johan Zegers Rijser (1826-1910), generaal-majoor titulair Artillerie
  - Johanna Ruperta Wilhelmina Petronella Craandijk (1838-1925); trouwde in 1862 met mr. Johan Willem Alexander Schneiders van Greyffenswerth (1830-1895), vicepresident arrondissements-rechtbank en lid gemeenteraad van Zierikzee
  - mr. Rupertus Willem Craandijk (1841-1872), lid Raad van Justitie te Soerabaja
- Alexandrina Geertruida Craandijk (1809-1886); trouwde in 1840 met prof. dr. Jan van Gilse (1810-1859), hoogleraar Doopsgezind Seminarie te Amsterdam

Geslachten die opgenomen zijn in het sinds 1910 verschijnende genealogische naslagwerk Nederland's Patriciaat. Lijst volgens opgave van het CBG Centrum voor familiegeschiedenis.
A · B · C · D · E · F · G · H · I · J · K · L · M · N · O · P · Q · R · S · T · U · V · W · Y · Z